# 김결
김결(본명: 김기열, 1978년 10월 2일 ~ )은 대한민국의 배우이다.

## 학력
- 경기대학교 연기학 학사
- 경기대학교 대학원 연기학

## 출연

### 드라마
- 2012년 tvN 수목 미니시리즈 《인현왕후의 남자》 ... 영명스님 역
- 2012년 MBC 월화 특별기획 드라마 《마의》 ... 태수의 사위 역
- 2013년 MBC Queen 10부작 금요 미니시리즈 《네일샵 파리스》 ... 형식 역
- 2013년~2014년 SBS 드라마스페셜 《별에서 온 그대》 ... 응급실 의사 역
- 2014년 MBC 월화 특별기획 드라마 《야경꾼 일지》 ... 몽달 귀신 역
- 2016년 KBS2 수목 미니시리즈 《태양의 후예》 ... 석원 비서 역
- 2017년 KBS2 수목 미니시리즈 《흑기사》 ... 본부장 역
- 2018년 JTBC 월화 미니시리즈 《으라차차 와이키키》 ... 김 감독 역
- 2018년 채널 A 주말 미니시리즈 《커피야 부탁해》
- 2018년 SBS 월화 미니시리즈 《복수가 돌아왔다》 ... 동휘 역
- 2019년 TV조선 주말 미니시리즈 《조선생존기》 ... 이방 역
- 2019년 SBS 금토 미니시리즈 《의사 요한》 ... 성동호 역
- 2019년 tvN 수목 미니시리즈 《싸이코패스 다이어리》 ... 조용구 역
- 2020년 KBS1 저녁 일일연속극 《누가 뭐래도》 ... 마청구 역
- 2021년 tvN 수목 미니시리즈 《마우스》 ... (특별출연) 역
- 2021년 KBS2 주말연속극 《오케이 광자매》 ... 낡은 집 주인 보스 역
- 2022년 KBS1 저녁 일일연속극 《으라차차 내 인생》 ... 천대성 역
- 2022년 KBS2 저녁 일일연속극 《태풍의 신부》 ... 오광식 역
- 2023년 MBC 금토 미니시리즈 《넘버스 : 빌딩숲의 감시자들》 ... 정재기 역
- 2024년 SBS 금토 미니시리즈 《재벌X형사》 ... 안병식 역
- 2025년 MBC 일일드라마 《태양을 삼킨 여자》 … 강력계 형사 역

### 영화
- 2011년 《퀵》 - 엔지니어 역
- 2014년 《울언니》 - 양아들 역
- 2018년 《순이》
- 2019년 《악인전》 - 변호사 역 (칸 영화제)
- 2019년 《접전: 갑을 전쟁》 - 박 팀장 역
- 2020년 《태백권》 - 만가진 역
- 2021년 《두 교수의 은밀한 만남》
- 2022년 《헌트》 - 의사 역

### 공연

#### 연극
- 《춘향전》
- 《문제적 인간 연산》
- 《느낌 극락 같은》
- 《아름다운 사인》
- 《서민귀족》
- 《보이첵》
- 《여름날의 기억》
- 2003년 《영상도시》
- 2009년 《결혼하고도 못해본 남자》
- 2009년 《청춘의 등짝을 때려라》
- 2012년 《자화상》
- 2013년 《레몬》 - 박진우 역
- 2013년 《헤비메탈 걸스》
- 2014년 《유목민 리어》 - 광대 역
- 2014년 《과거의 여인》 - 안디 역
- 2014년 《Alone》 - 연수 역
- 2015년 《헤비메탈 걸스》
- 2015년 《안녕 앙코르》 - 서정남 역
- 2016년 《안녕 후쿠시마》 - 바리스타 역
- 2016년 《헤비메탈 걸스》
- 2016년 《안녕 후쿠시마》 - 바리스타 역
- 2017년 《밑바닥에서》 - 싸친 역
- 2017년 《꽃은 사절 합니다》
- 2017년 《블루하츠》
- 2018년 《ART》
- 2018년 《장수상회》 - 김장수 역
- 2018년 《장수상회》 - 김장수 역
- 2019년 《헤비메탈 걸스》
- 2019년 《안녕 후쿠시마》 - 바리스타 역
- 2019년 《안녕 후쿠시마》 - 바리스타 역
- 2020년 《까사 발렌티나》
- 2020년 《밑바닥에서》 - 싸친 역
- 2020년 《밑바닥에서》 - 싸친 역
- 2020년 《돌아온다》 - 청년 역

#### 뮤지컬
- 《악마의 유혹》
- 《태풍》
- 《암중모색》
- 2016년 《노서아 가비》